# Quentalia amisena
Quentalia amisena är en fjärilsart som beskrevs av Druce 1890. Quentalia amisena ingår i släktet Quentalia och familjen silkesspinnare. Inga underarter finns listade.